# Chiesa di San Jacopo di Ripoli
La chiesa di San Jacopo di Ripoli è un luogo di culto cattolico che si trova in via della Scala a Firenze, nella zona di Santa Maria Novella.

## Storia

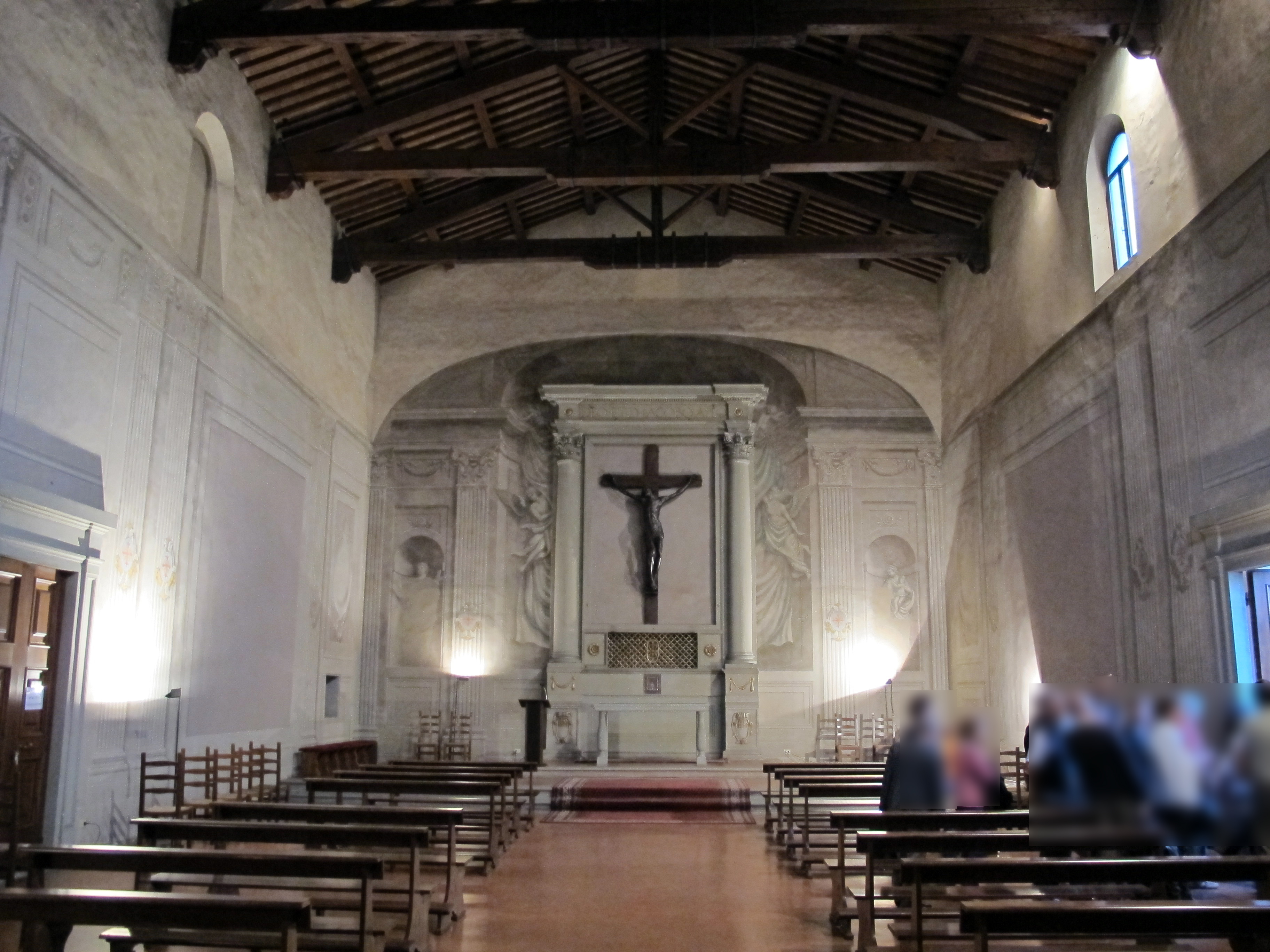
L'interno

La chiesa appartenne dal 1292, con l'annesso convento, a suore domenicane provenienti dal Pian di Ripoli. A metà degli anni Settanta del XV secolo, in concomitanza con la diffusione della stampa tipografica a Firenze, due frati domenicani, fra Domenico da Pistoia e fra Pietro da Pisa, vi impiantarono una stamperia che fu attiva dal 1476 al 1484.
Per le monache Ridolfo del Ghirlandaio dipinse alcune opere, tra le quali, nel 1504, l'Incoronazione della Vergine ora al Museo del Petit Palais di Avignone e, nel 1525-30 lo Sposalizio mistico di Santa Caterina, con la collaborazione dell'allievo Michele Tosini, ora alla Villa La Quiete.
Il complesso fu ristrutturato nel tardo Cinquecento e successivamente modificato da Giuseppe Salvetti quando, per le soppressioni del 1784, le monache ebbero una nuova sede a San Pietro a Monticelli. Dal 1794 al 1886 fu affidato alle Montalve, che poi si trasferirono nella villa La Quiete portando con sé le opere d'arte. Oggi la chiesa fa parte della caserma Morandi.
La chiesa conserva la facciata quattrocentesca nella quale è rimasto nella lunetta l'altorilievo in terracotta invetriata con la Madonna con il Bambino e i santi Jacopo e Domenico eseguito nel 1522 da Giovanni della Robbia.